# Henrietta (Misuri)
Henrietta es una ciudad ubicada en el condado de Ray en el estado estadounidense de Misuri. En el Censo de 2010 tenía una población de 369 habitantes y una densidad poblacional de 239,45 personas por km².

## Geografía
Henrietta se encuentra ubicada en las coordenadas 39°14′14″N 93°56′19″O / 39.23722, -93.93861. Según la Oficina del Censo de los Estados Unidos, Henrietta tiene una superficie total de 1.54 km², de la cual 1.54 km² corresponden a tierra firme y (0%) 0 km² es agua.

## Demografía
Según el censo de 2010, había 369 personas residiendo en Henrietta. La densidad de población era de 239,45 hab./km². De los 369 habitantes, Henrietta estaba compuesto por el 93.5% blancos, el 5.42% eran afroamericanos, el 0.54% eran amerindios, el 0% eran asiáticos, el 0% eran isleños del Pacífico, el 0.27% eran de otras razas y el 0.27% pertenecían a dos o más razas. Del total de la población el 4.61% eran hispanos o latinos de cualquier raza.